# Populaire
Populaire is een Franse film van Régis Roinsard uit 2012. De film speelt in 1958 en is gebaseerd op wedstrijden waarbij de deelnemers zo snel mogelijk typten op een typemachine. De hoofdrollen worden vertolkt door Romain Duris en Déborah François.

## Verhaal
Rose Pamphyle is een vrouw van 21 die woont in een klein dorpje in Normandië. Haar vader heeft een saai leven voor haar in petto, maar Rose weigert dat te accepteren en vertrekt naar Lisieux om daar te solliciteren voor secretaresse bij Louis Échard. Hij wil haar niet aannemen, tot Rose hem laat zien hoe snel ze kan typen. Échard besluit haar toch de baan te geven, mits Rose dan meedoet aan een wedstrijd sneltypen. Rose gaat hiermee akkoord.
Rose kan heel snel typen met twee vingers, maar Louis leert haar met tien vingers te typen, zodat ze nog sneller kan zijn. Ondertussen zijn de selectierondes voor de halve finale bezig. Rose eindigt bij deze rondes steeds als eerste. Louis gaat nog verder met de training van Rose. Hij laat haar hardlopen, vraagt Marie Taylor, de vrouw van zijn vriend Bob Taylor, om Rose te leren pianospelen en hij maakt een speciaal kastje om over het toetsenbord van de typemachine te zetten zodat Rose ook leert hoe ze blind moet typen.
Tijdens de halve finale is het spannend: Rose moet het opnemen tegen Annie Leprince-Ringuet, die de afgelopen aantal jaren ook al Frans kampioene is geweest. Het verschil tussen het uiteindelijke aantal tekens per minuut is heel klein, maar Rose verslaat Leprince-Ringuet.
Dat betekent dat Rose naar New York mag om daar aan de internationale finale van het wereldkampioenschap sneltypen mee te doen. Daar neemt ze het op tegen een aantal deelnemers uit andere landen, waaronder uit China en Duitsland, en zo ook tegen de Amerikaanse Susan Hunter, die al jaren wereldkampioen sneltypen is en wiens record 512 slagen per minuut is. De andere kandidaten die tot de finale zijn gekomen vallen in de finalerondes af, tot alleen Pamphyle en Hunter nog over zijn. Het verschil tussen het aantal tekens per minuut van beide vrouwen is ontzettend klein, maar Rose weet Susan Hunter uiteindelijk te verslaan.
De band tussen Rose en haar coach Louis is, op een aantal ruzies na, steeds sterker geworden. Ze zijn verliefd op elkaar geworden en de film eindigt met een zoen op het podium van de wedstrijd.

## Rolverdeling
- Louis Échard - Romain Duris
- Rose Pamphyle - Déborah François
- Marie Taylor - Bérénice Bejo
- Bob Taylor - Shaun Benson
- Annie Leprince-Ringuet - Mélanie Bernier

## Veranderingen in het straatbeeld
Omdat de film in de jaren 50 speelt, hebben de makers van de film een aantal veranderingen in het straatbeeld moeten aanbrengen. Ze hebben verscheidene gevels moeten plaatsen voor de huidige gevels in de straat wanneer ze de scènes bij het kantoor van Louis in Lisieux filmden.
Ook hebben ze de inrichting van enkele winkels moeten veranderen.

## Figuratie
Voor de grote scènes met veel figuratie, bijvoorbeeld in een drukke straat of op een van de typewedstrijden, moest men de figuranten allemaal speciaal stylen, omdat deze natuurlijk niet in hun gewone kleding door het beeld konden lopen. De film speelt tenslotte in de jaren 50 en niet in 2011, het jaar waarin al het materiaal voor de film geschoten is.
Bij de typewedstrijden moesten ze, behalve aan de styling, ook nog eraan denken dat ze figuranten nodig hadden die snel konden typen op een typemachine. Tegenwoordig zijn er echter maar heel weinig mensen die snel op een typemachine kunnen typen, dus gingen ze op zoek naar vrouwen (aan de typewedstrijden deden alleen vrouwen mee) die snel konden typen op het toetsenbord van een computer. Er is natuurlijk wel een verschil tussen de toetsen van een typemachine en die van een computertoetsenbord, bijvoorbeeld dat op een typemachine de toetsen veel harder aangeslagen moeten worden, daarom trainden ze de vrouwen die zouden figureren als deelnemer aan een typewedstrijd en leerden ze hen snel te typen op een typemachine.